# Liste des circonscriptions législatives de Vaucluse
Le département français de Vaucluse est, sous la Cinquième République, constitué de trois circonscriptions législatives de 1958 à 1986, de quatre circonscriptions après le redécoupage électoral de 1986 puis de cinq circonscriptions depuis le redécoupage de 2010, entré en application à compter des élections législatives de 2012.

## Présentation
Par ordonnance du 13 octobre 1958 relative à l'élection des députés à l'Assemblée nationale, le département de Vaucluse est d'abord constitué de trois circonscriptions électorales.
Lors des élections législatives de 1986 qui se sont déroulées selon un mode de scrutin proportionnel à un seul tour par listes départementales, le nombre de sièges de Vaucluse a été porté de trois à quatre.
Le retour à un mode de scrutin uninominal majoritaire à deux tours en vue des élections législatives suivantes, a maintenu ce nombre de quatre sièges,, selon un nouveau découpage électoral.
Le redécoupage des circonscriptions législatives réalisé en 2010 et entrant en application à compter des élections législatives de juin 2012, a modifié le nombre et la répartition des circonscriptions de Vaucluse, porté à cinq du fait de la croissance et de la sous-représentation démographiques du département.

## Composition des circonscriptions

### Composition des circonscriptions de 1958 à 1986
De 1958 à 1986, le Vaucluse comprend trois circonscriptions regroupant les cantons suivants :
- Première circonscription : Avignon-Nord - Avignon-Sud - Cavaillon - L'Isle-sur-la-Sorgue
- Deuxième circonscription : Apt -  Bonnieux - Cadenet - Carpentras-Nord - Carpentras-Sud - Gordes - Mormoiron - Pernes-les-Fontaines - Pertuis - Sault
- Troisième circonscription : Beaumes-de-Venise - Bédarrides - Bollène - Malaucène - Orange-Est - Orange-Ouest - Vaison-la-Romaine- Valréas

### Composition des circonscriptions de 1988 à 2012

Carte des circonscriptions de Vaucluse en 1986 :
Première circonscription
Deuxième circonscription
Troisième circonscription
Quatrième circonscription

À compter du découpage de 1986, le Vaucluse comprend quatre circonscriptions regroupant les cantons suivants :
- Première circonscription : Avignon-Nord - Avignon-Sud - Avignon-Est - Avignon-Ouest
- Deuxième circonscription : Apt -  Bonnieux - Cadenet - Cavaillon - Gordes - L'Isle-sur-la-Sorgue - Pertuis
- Troisième circonscription : Bédarrides - Carpentras-Nord - Carpentras-Sud - Mormoiron - Pernes-les-Fontaines - Sault
- Quatrième circonscription : Beaumes-de-Venise - Bollène - Malaucène - Orange-Est - Orange-Ouest - Vaison-la-Romaine- Valréas

### Composition des circonscriptions à compter de 2012

Composition des cinq circonscriptions de Vaucluse en 2012 :
Première circonscription
Deuxième circonscription
Troisième circonscription
Quatrième circonscription
Cinquième circonscription

Le redécoupage de 2010 ayant ajouté une circonscription au Vaucluse, le territoire des autres circonscriptions a été modifié. Le département comprend cinq circonscriptions, regroupant les cantons suivants :
- Première circonscription (=) : Avignon-Nord - Avignon-Sud - Avignon-Est - Avignon-Ouest
- Deuxième circonscription (≠) : Bonnieux - Cadenet - Cavaillon - L'Isle-sur-la-Sorgue
- Troisième circonscription (≠) : Bédarrides - Carpentras-Sud - Pernes-les-Fontaines
- Quatrième circonscription (=) : Beaumes-de-Venise - Bollène - Malaucène - Orange-Est - Orange-Ouest - Vaison-la-Romaine- Valréas
- Cinquième circonscription (≠) : Apt - Carpentras-Nord - Gordes - Mormoiron - Pertuis - Sault

À la suite du redécoupage des cantons de 2014, les circonscriptions législatives ne sont plus composées de cantons entiers mais continuent à être définies selon les limites cantonales en vigueur en 2010. Les circonscriptions sont ainsi composées des cantons actuels suivants :
- 1re circonscription : cantons d'Avignon-1, Avignon-2 et Avignon-3, commune du Pontet
- 2e circonscription : cantons d'Apt (6 communes), Cavaillon, Cheval-Blanc et L'Isle-sur-la-Sorgue, communes de Jonquerettes, Saint-Saturnin-lès-Avignon et Villelaure
- 3e circonscription : cantons de Carpentras (partie sud de Carpentras), Monteux (3 communes), Pernes-les-Fontaines (5 communes) et Sorgues (sauf communes de Châteauneuf-du-Pape et Jonquières), communes de Vedène et Velleron
- 4e circonscription : cantons de Bollène, Orange, Vaison-la-Romaine et Valréas, communes de Beaumes-de-Venise, Châteauneuf-du-Pape et Jonquières
- 5e circonscription : cantons d'Apt (21 communes), Carpentras (sauf partie sud de Carpentras), Monteux (3 communes), Pernes-les-Fontaines (16 communes) et Pertuis (sauf commune de Villelaure)